# Eduardo Escaris Méndez
Eduardo Escaris Méndez (Buenos Aires, Argentina, 24 de julio de 1888 – ídem 13 de abril de 1957), que firmaba como Eduardo Méndez, fue un poeta, entre cuyas obras se destaca el tango Barajando realizado en 1923 y estrenado en 1928.
Tenía  alguna cultura, dotes singulares para la versificación y una experiencia en la vida que se refleja en composiciones tales como La cornetita y Barajando, pero su vida irregular le impidió ensayar composiciones de más alto vuelo.
Se decía discípulo de Andrés Cepeda —el famoso poeta ladrón— pasó muchos años explotando locales de juego, en sus últimos años  vendió libros en los puestos que estaban en el patio del Cabildo de Buenos Aires que después migraron a la Plaza Lavalle. 
Cuando falleció el 13 de abril de 1957 estaba internado en el Hospicio de las Mercedes de la ciudad de Buenos Aires, lugar en que también murieron otros hombres del tango como Pascual Contursi y Dante A. Linyera.

## Labor como letrista
Entre sus obras nativistas se cuentan Tus aros criollos, estilo con música de Alfredo E. Casella y La rodada, una de las varias canciones criollas a las que puso música Eduardo Bonessi.
Con el pianista Nicolás Vaccaro colaboró en varios tangos: Funyi claro, El tacuarazo, Taquerita chispeadora y, en especial, En la vía y Barajando. También fue autor de las letras de Así canto yo y La cornetita, tangos que musicalizó el director de orquesta Graciano de Leone; Medianoche, tango con música de Alberto Tavarozzi
Rosita Quiroga escribió la música de su tango Campaneando la vejez y estrenó En la vía en 1926. 

## El tangoBarajando
Es su tango más difundido; narra en primera persona la historia de un hombre que asumiendo una apariencia de honesto e ingenuo, vive aprovechándose de otros mediante ardides que incluyen trampear jugando a las cartas, hasta que se enamora de una mujer, que lo termina engañando en complicidad con un oficial de policía y se escapa con lo acumulado. Los versos redactados en primera persona abundan en lunfardismos, especialmente los atinentes al juego, así como en paralelismos entre la vida y los naipes.
Fue grabado, entre otros, por Carlos Gardel, Edmundo Rivero y por la orquesta de Juan D´Arienzo con la voz del rosarino Alberto Echagüe.

## Obras registradas en SADAIC
Sus obras registradas en SADAIC son:
- Allí nací (en colaboración con Eduardo Bonessi) (1933)
- Así canto yo (en colaboración con Graciano De Leone) (1945)
- Barajando (en colaboración con Nicolás Vaccaro) (1948)
- Campaneando la vejez (en colaboración con Rosa Rodríguez Quiroga)
- Cinta azul (en colaboración con Graciano De Leone) (1939)
- Como aman los gauchos (en colaboración con José Servidio) (1933)
- En la vía (en colaboración con Nicolás Vaccaro) (1932)
- Funyi claro (en colaboración con Nicolás Vaccaro) (1937)
- La Boca está de fiesta (en colaboración con Eduardo Bonessi) (1933)
- Lamento gaucho (en colaboración con Eduardo Bonessi) (1933)
- Medianoche (en colaboración con Nicolás Alberto Tavarozzi) (1937)
- Mi Azucena (en colaboración con Eduardo Bonessi) (1946)
- Nobleza (en colaboración con Esteban Rovati)
- La pena del payador (en colaboración con José Servidio y Luis Servidio) (1946)
- La rodada (en colaboración con Eduardo Bonessi) (1953)
- Soltando mis penas (en colaboración con Eduardo Bonessi) (1946)
- Tras tu antifaz (en colaboración con Carlos Tabarosi) (1955)